# Exsula burmaensis
Exsula burmaensis là một loài bướm đêm trong họ Noctuidae.